# Hôtel de Basquiat
L’hôtel de Basquiat est un hôtel particulier situé au no 29 cours d’Albret à Bordeaux, en France. Il a été construit entre 1778 à 1781, par l’architecte bordelais François Lhote, pour Joseph de Basquiat de Mugriet, conseiller au Parlement de Bordeaux.
L'Hôtel de Basquiat fut la résidence officielle du recteur de l'académie de Bordeaux jusqu'à 2024,.

## Histoire
Le terrain sur lequel s'élève l'hôtel particulier est alors la propriété de l’archevêché de Bordeaux. Joseph de Basquiat de Mugriet, seigneur de Cagès et conseiller au Parlement de Bordeaux, l'acquiert en 1777, alors que l'archevêque Mériadec de Rohan a besoin de fonds pour financer la construction de son nouveau palais épiscopal.
Basquiat fait appel à l’architecte François Lhote, afin de construire le bâtiment dès l’année suivante, dont les travaux durent jusqu’en 1781.
En 1785, Basquiat se démet de sa fonction de Conseiller-lay en la Grand-chambre du Parlement de Bordeaux, qu’il a acquise en 1762, en faveur de son fils Alexis-Joseph, et devient Conseiller honoraire. Bien que convoqué à l’Assemblée de la Noblesse de Bordeaux, il n’y assiste pas, préférant l’émigration.
À la suite du décret du 27 juillet 1792 sur la vente des biens d’émigrés, l’hôtel est vendu comme bien national à Louis-Gaspard d’Estournel, fondateur du château Cos d’Estournel, agissant en qualité de prête-nom pour le financier allemand Jean-Rodolphe Wirtz, enrichi par le commerce négrier.
En 1817, les héritiers Wirtz, criblés de dettes et poursuivis par la justice pour malversations, cèdent la propriété au sieur Colomès, qui la revend dès l’année suivante au colonel Charles-Auguste Pierlot, qui y réside avec son épouse, Ana Josepha de Tastêt. Le colonel s’éteint dans l’hôtel, le 1er novembre 1864, laissant la propriété à sa femme qui y décèdera à son tour, le 11 avril 1884. Les propriétaires étant sans postérité, l’hôtel est vendu par les héritiers indirects du couple en 1887, à la commune, qui y installe le rectorat de l’académie de Bordeaux.
L'Hôtel de Basquiat fut la résidence officielle du recteur de l'académie de Bordeaux jusqu'à 2024,.

## Architecture

### Extérieur
L'édifice est un hôtel particulier entre cour et jardin. Pour les façades, l’architecte François Lhote reprend les codes de l’architecture néo-classique, alors en vogue ; la référence étant le Petit Trianon, construit une dizaine d’années auparavant par l’architecte Ange-Jacques Gabriel.
L’accès depuis le cours d’Albret se fait via une imposante porte cochère, débouchant sur une cour d’honneur, flanquée de deux ailes, abritant les communs, et rattachées au bâtiment principal. De plan rectangulaire, le bâtiment d’habitation se développe sur deux niveaux et un niveau en sous-sol.
Côté cour la façade, de style sévère, présente une austérité raffinée dépourvue de tout décor sculpté. Elle joue sur les décrochements de l'avant-corps, des pavillons latéraux, sur les reliefs des frontons, des bossages et des corniches pour créer une calme eurythmie (agencement heureux et équilibré).
L'élévation côté jardin arbore des pilastres colossaux à chapiteaux ioniques, et reprend ainsi, avec plus d'austérité, la façade d'une autre réalisation de François Lhote, l'hôtel de Poissac, situé juste à côté.

Le jardin qui s’étendait à l'origine en bande jusqu’à l’actuelle rue du Château-d’Eau, fut amputé de moitié lors de l’agrandissement du rectorat dans les années 1960. Il est désormais de forme carrée, avec en son centre une sculpture du Charentais Henri Bouillon, Le coupeur de lys (1896).

Côté cour :
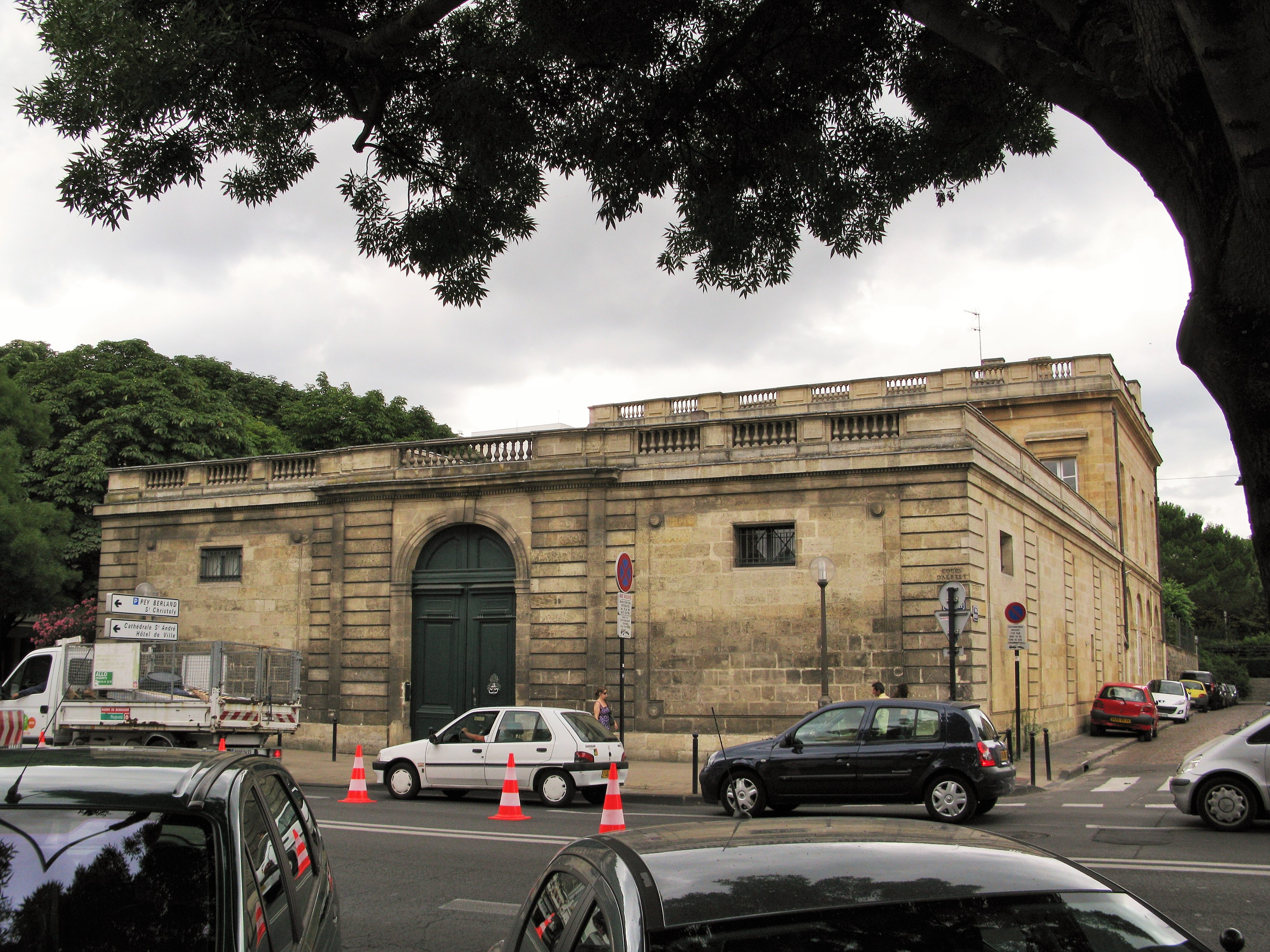
Portail donnant sur le cour d'Albret.
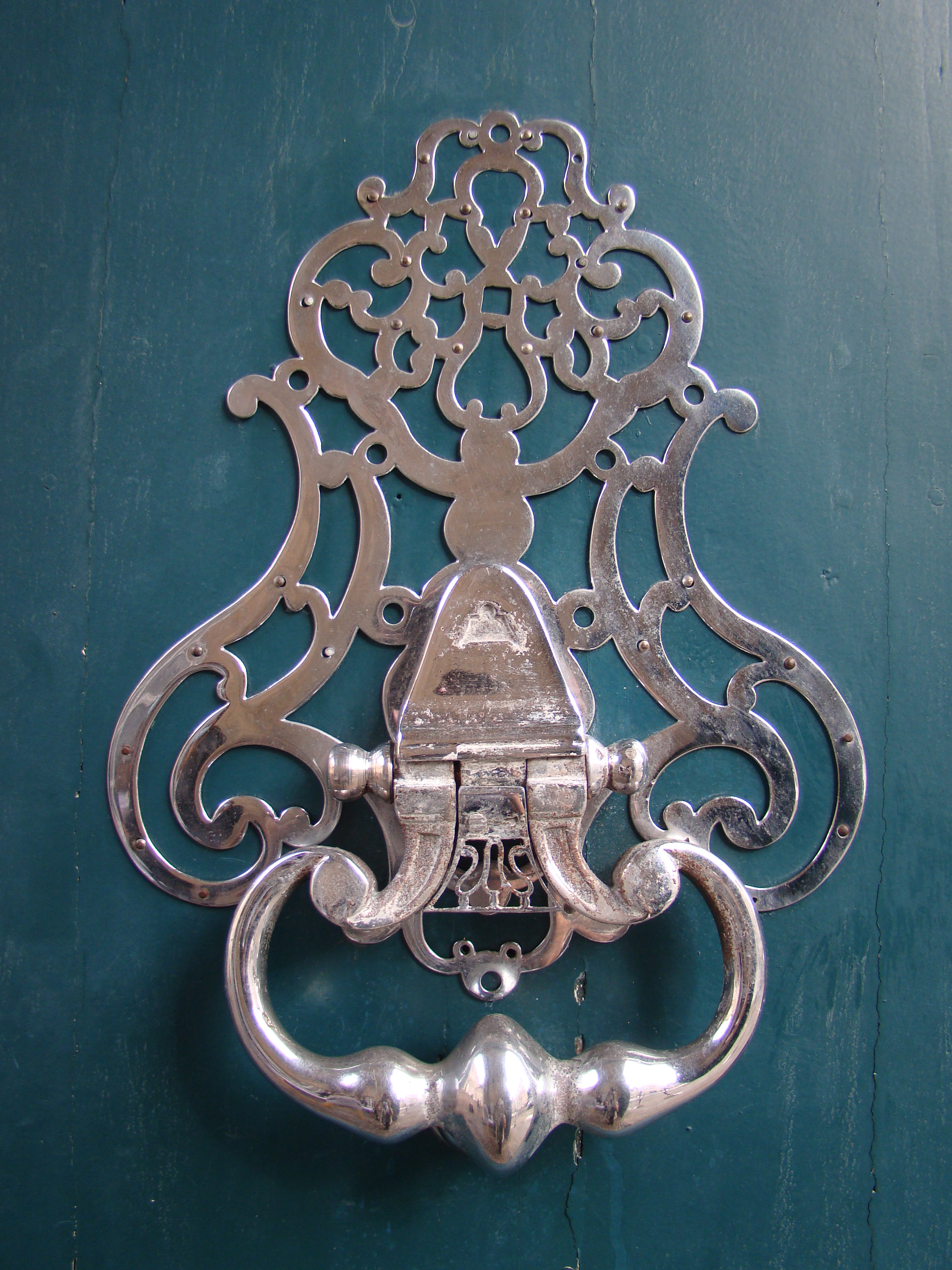
Heurtoir de la porte cochère.
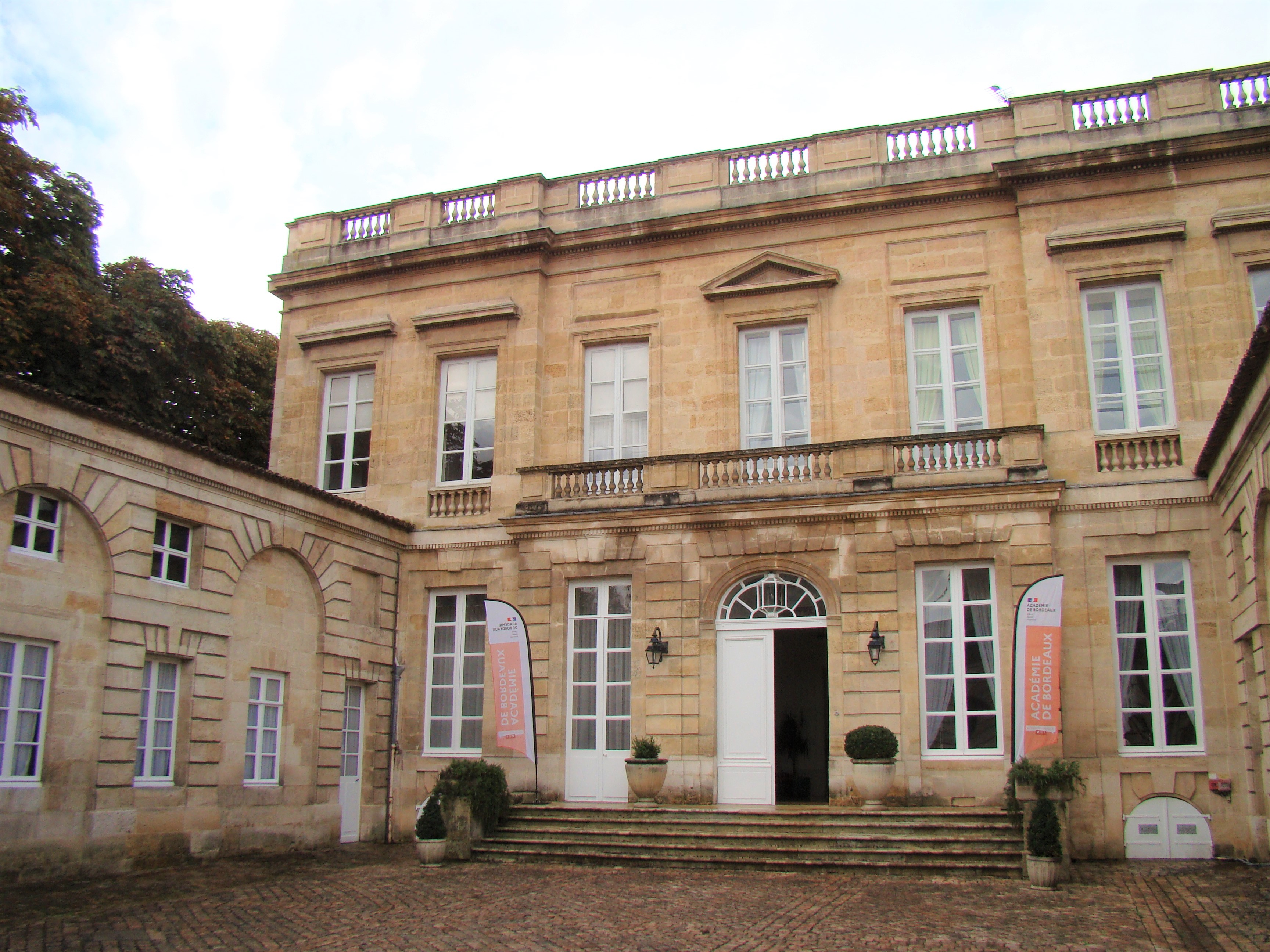
Façade principale.
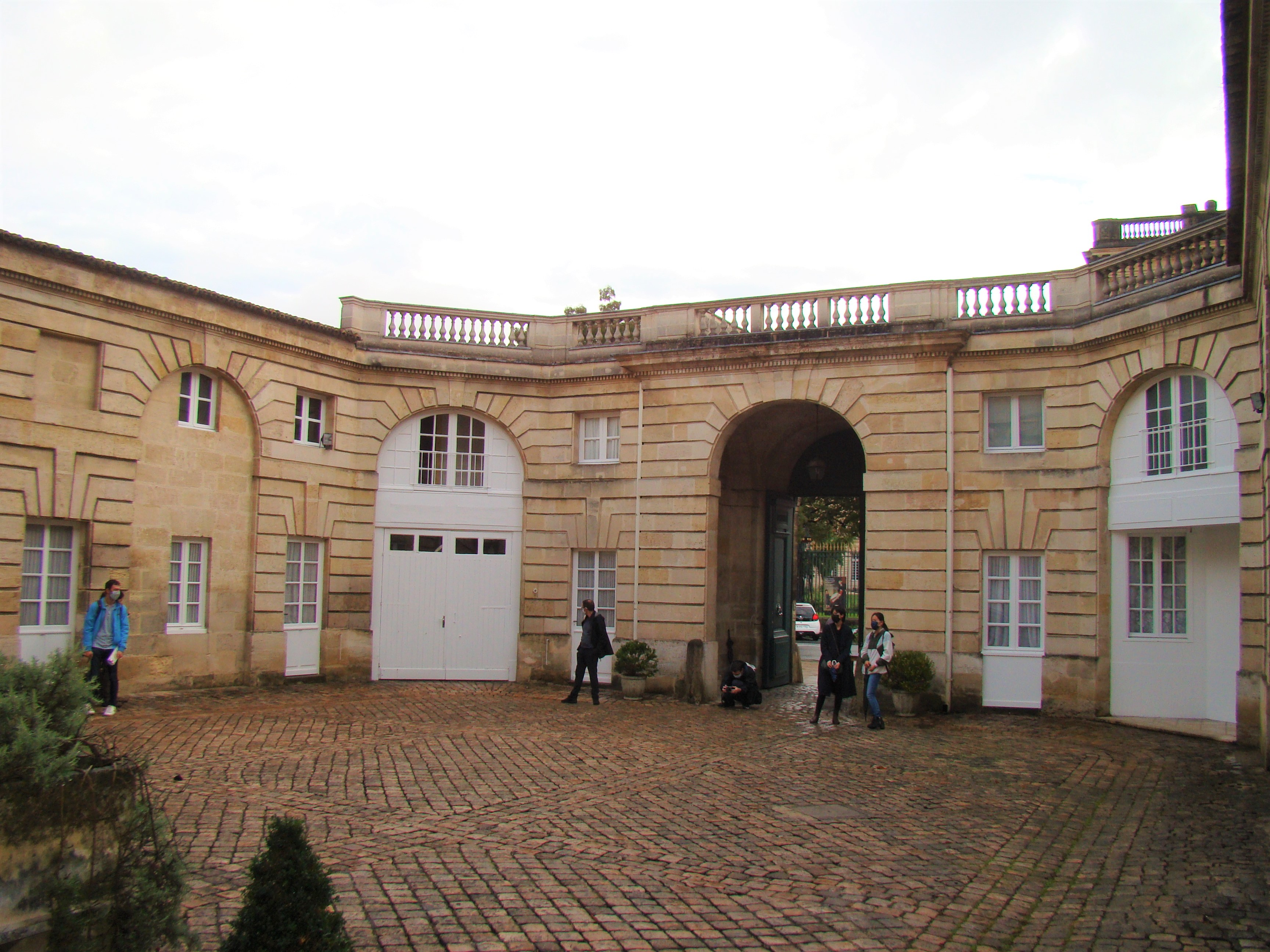
Porte cochère et dépendances depuis la cour. À gauche se trouvait l'écurie, et à droite la remise pour les carrosses.

Côté jardin :
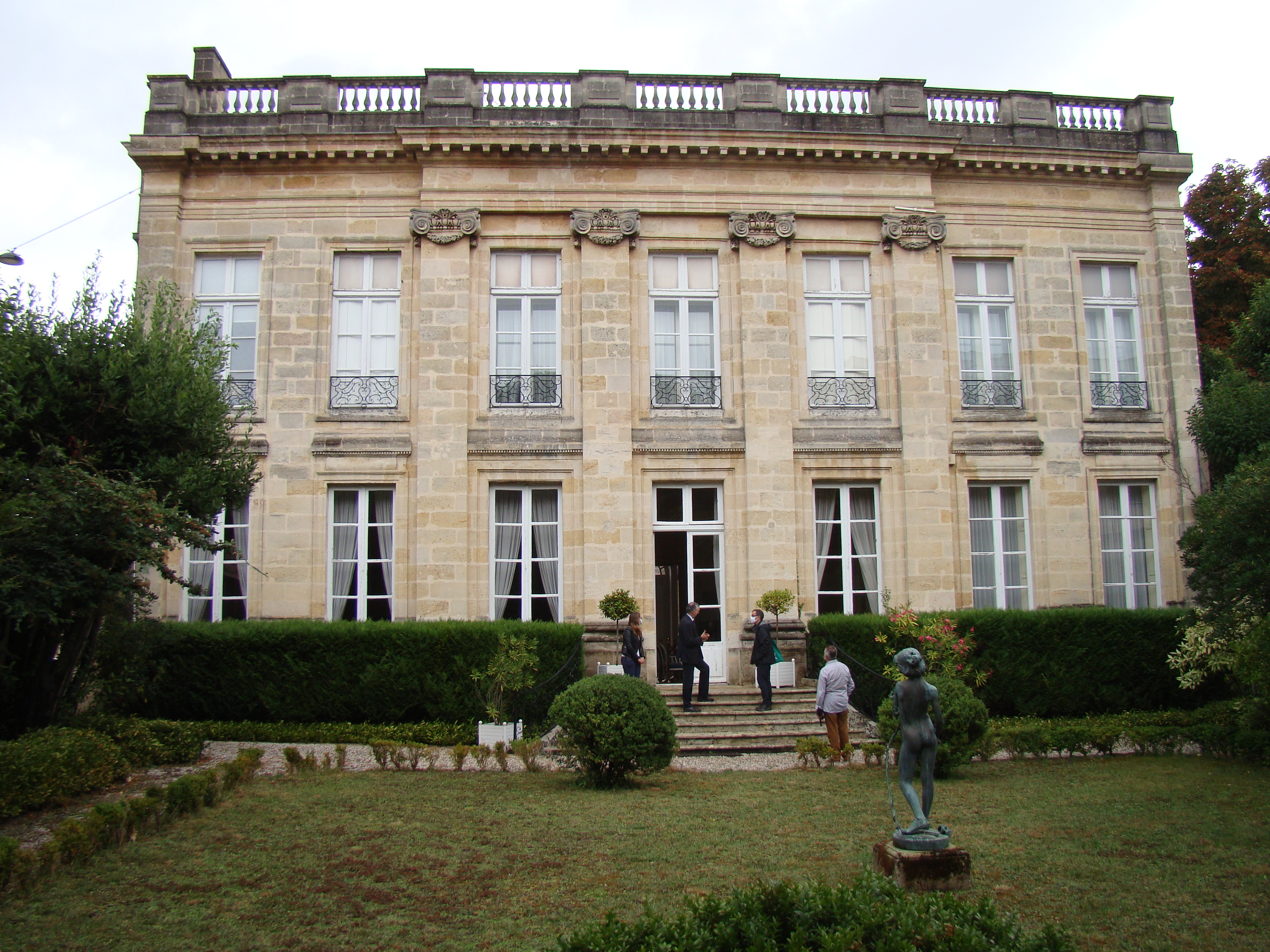
Façade donnant sur le jardin.
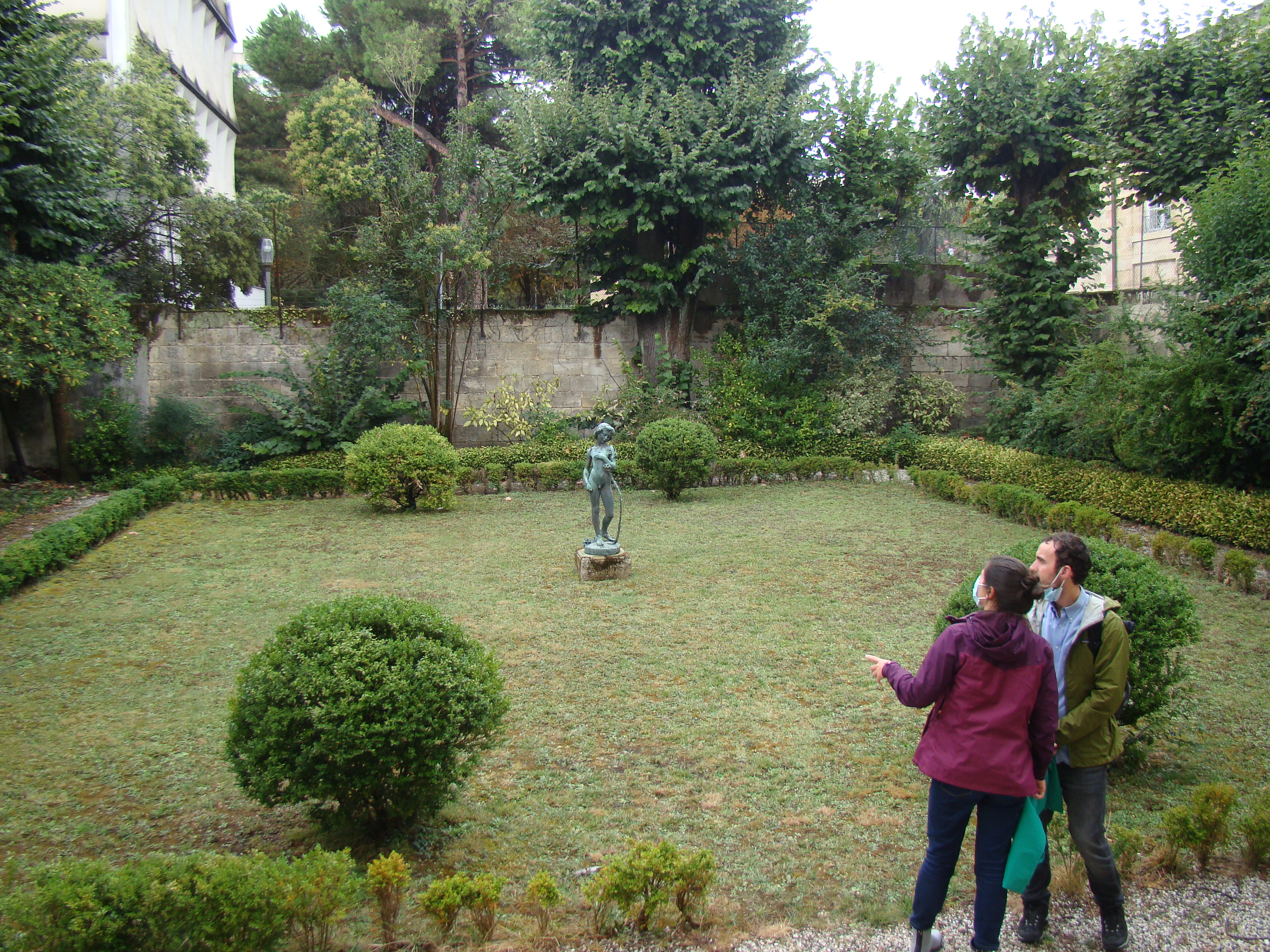
Jardin.
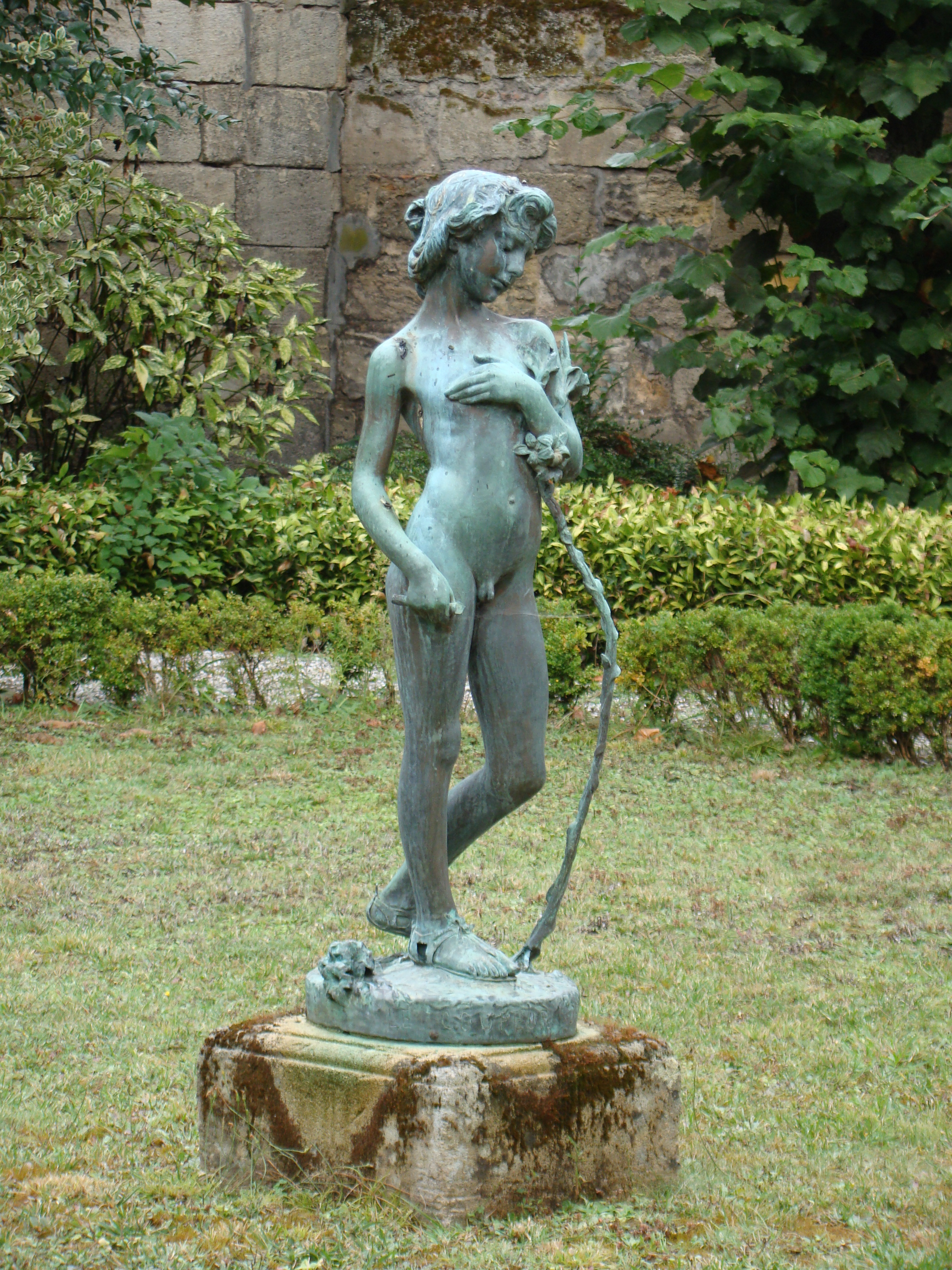
Le coupeur de lys d'Henri Bouillon.

### Intérieur
Selon les dispositions d’origine, au rez-de-chaussée, se trouvent, côté cour, le vestibule, une salle à manger, l’escalier d’honneur suivi d’une petite bibliothèque. Côté jardin, le bureau, le petit et le grand salon. Au premier étage se trouvent deux appartements avec chacun une antichambre, une chambre et un cabinet, mais aussi trois garde-robes et un cabinet de chaise.

Aujourd’hui encore, une grande partie des décors d’origine est en place.

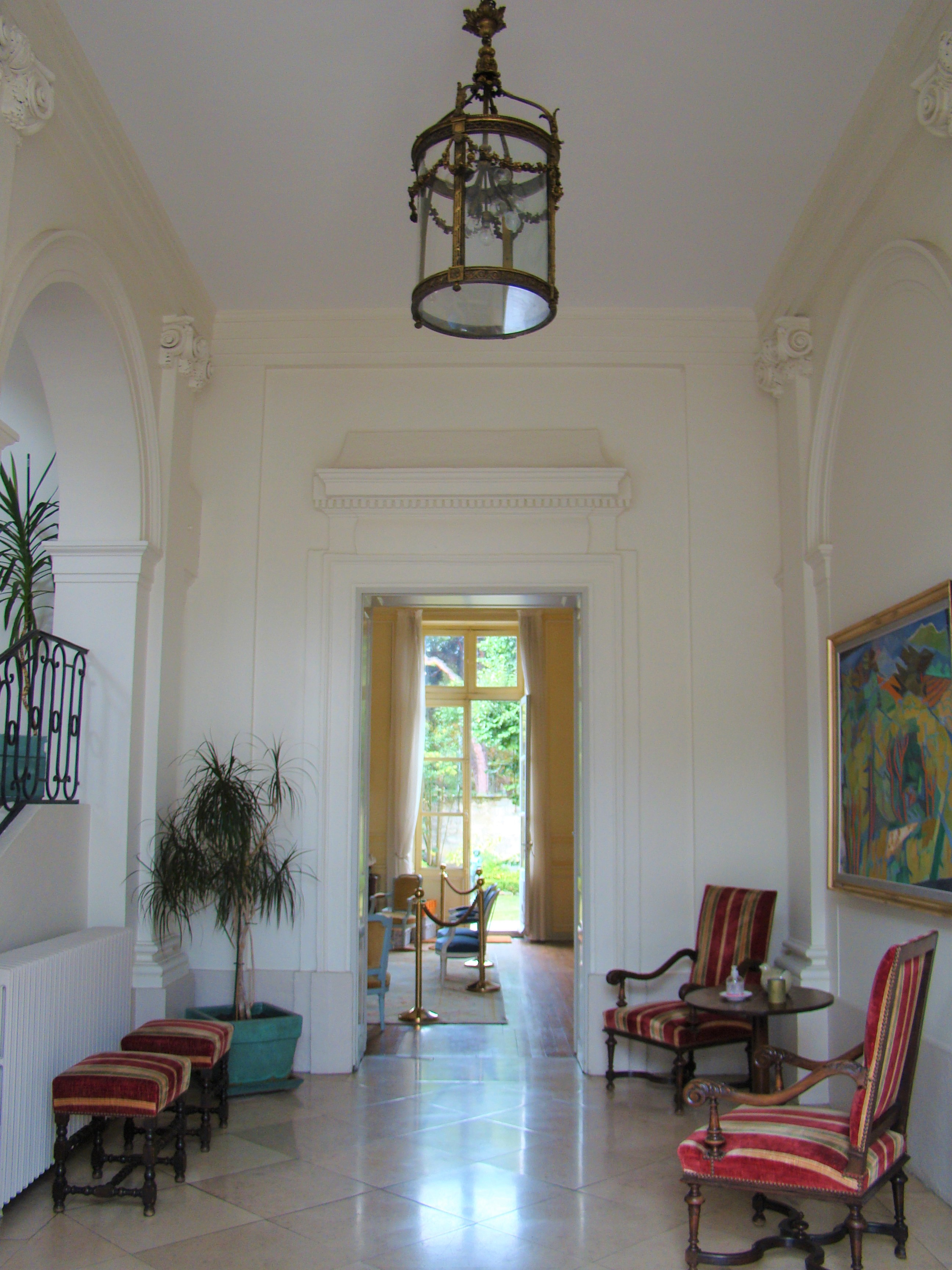
Vestibule.
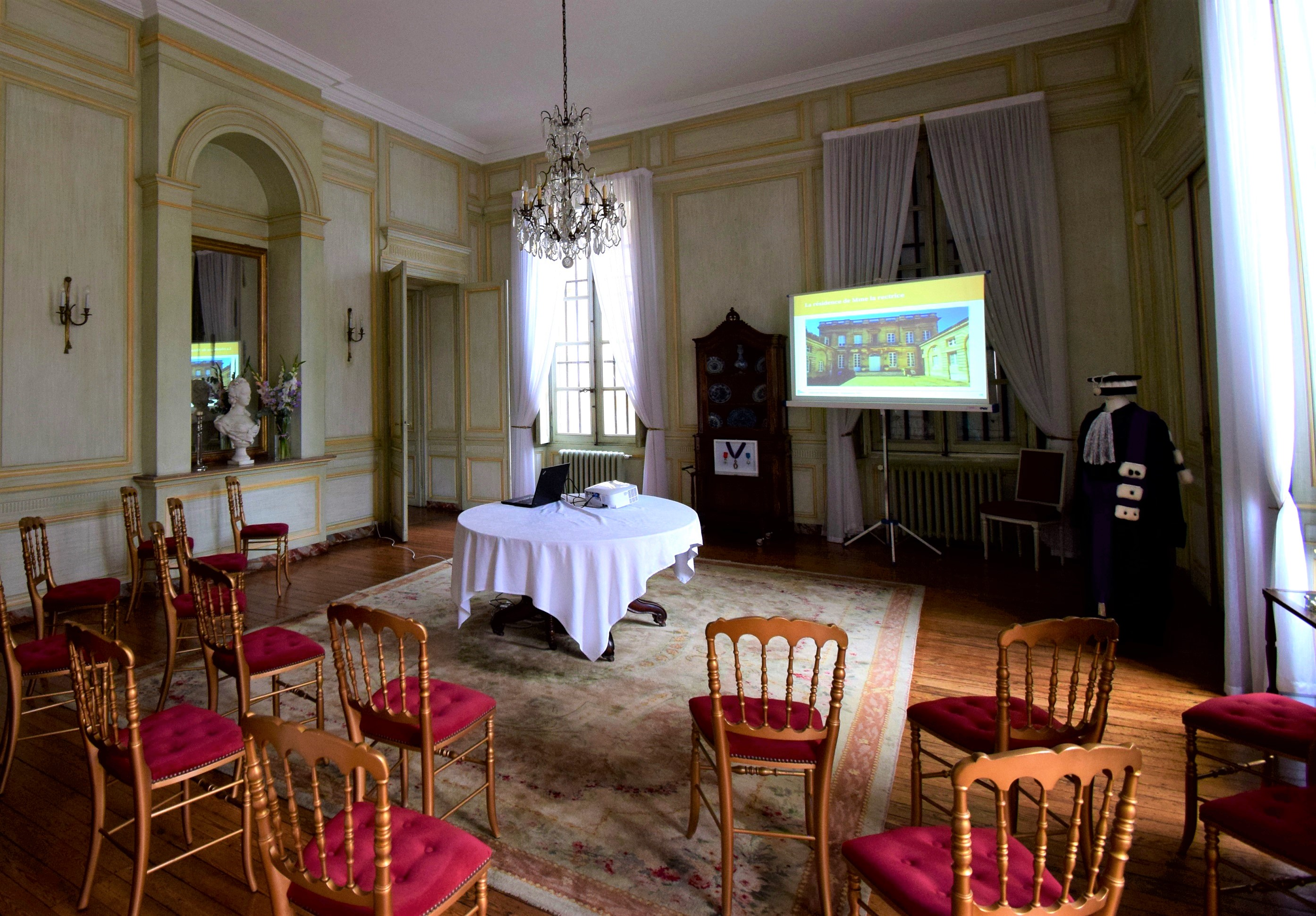
Salle à manger.
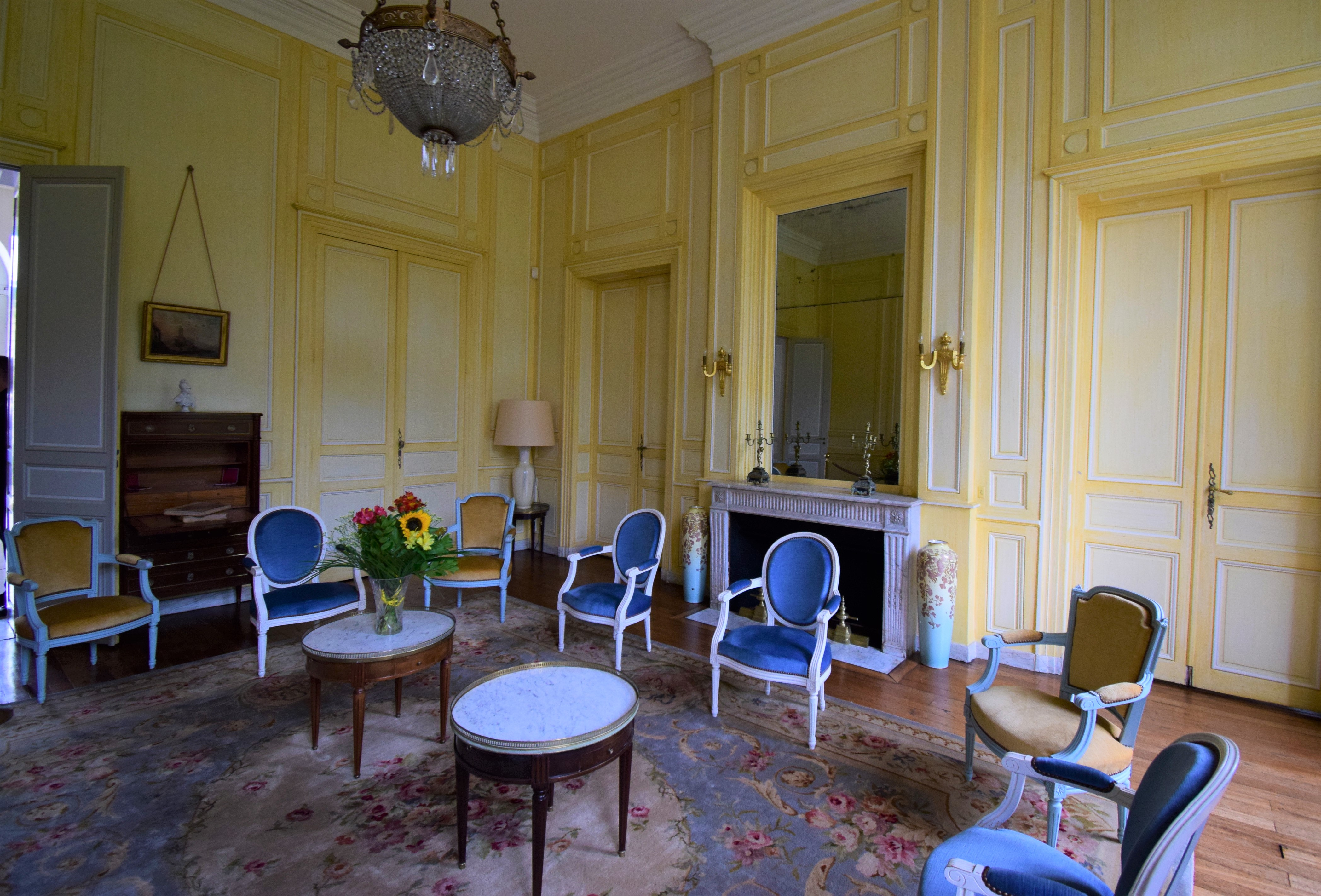
Petit salon côté jardin.
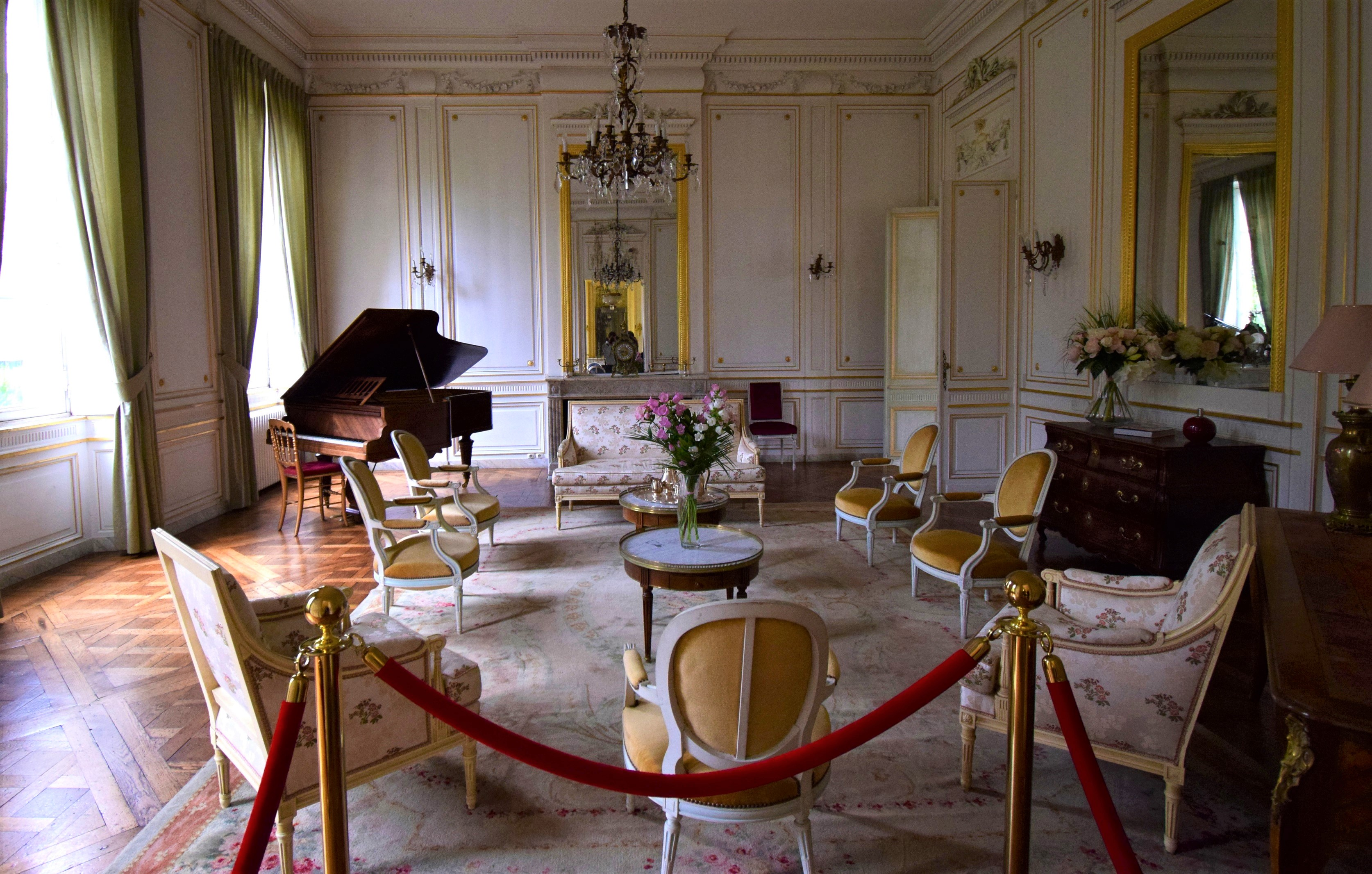
Grand salon côté jardin.

## Protection
L’hôtel est classé aux monuments historiques, dans son intégralité, par arrêté du 21 février 1959.